# サンタ・マリア・デ・グアダルーペ王立修道院
サンタ・マリア・デ・グアダルーペ王立修道院（サンタ・マリア・デ・グアダルーペおうりつしゅうどういん、スペイン語：Real Monasterio de Nuestra Señora de Guadalupe）は、スペイン・エストレマドゥーラ州カセレス県グアダルーペにある修道院。4世紀以上に渡って、国で最も重要な修道院とされてきた。ユネスコの世界遺産に登録されている。

## 歴史
修道院の始まりは13世紀後半である。カセレス県の羊飼いヒル・コルデロが、グアダルーペ河岸で聖母像を発見したのである。この像は、ムーア人侵攻のあった714年に明らかに地元住民が隠した物だった。この発見の場所に、礼拝堂が建てられた。
カスティーリャ王アルフォンソ11世は一度以上この礼拝堂を訪れ、サラードの戦いの勝利を『グアダルーペの聖母マリア』に祈った。戦いで勝利をおさめると、王は聖母の取りなしのおかげで勝利したとして、王家の聖地としてグアダルーペの教会と資金を提供しての再建計画を引き受けた。
1389年、聖アウグスチノ修道会に属する修道士たちが修道院を引き継ぎ、彼らの主要な家とした。建設は初代院長の命のもと続けられ、1474年にエンリケ4世、次に彼の生母マリア・デ・アラゴンが埋葬された。
修道院は『グアダルーペの聖母』が崇敬されるメキシコのグアダルーペ大聖堂など新世界の信仰共同体を持ったことから裕福であった。エストレマドゥーラのこの地は、1492年にアメリカ大陸を発見後のクリストファー・コロンブスが最初の巡礼地とした。ここで初めて彼は、自身の発見を神に感謝したのである。
グアダルーペ出身の修道士たちが、マドリード近郊のエル・エスコリアル修道院設立後も、サンタ・マリア・デ・グアダルーペ王立修道院は王家の庇護を受けた。1835年の修道院の世俗化まで、修道院はスペインにおける重要な隠遁地であった。20世紀、修道院はフランチェスコ会とローマ教皇ピウス12世によって復興し、1955年に小聖堂が教皇庁聖堂とされた。

## 記念建造物
建築物が幾世紀も発展させられた修道院は、未だアルフォンソ11世と彼の後継者たちが建てた14世紀から15世紀の『テンプロ・マヨール』（主礼拝堂）が占めている。四角いサンタ・カタリーナ礼拝堂は15世紀のものである。17世紀の装飾を凝らした墓群で知られる。16世紀の聖遺物礼拝堂はバロック様式の祭器保管所（1638年-1647年）でサンタ・カタリーナ礼拝堂とつながり、フランシスコ・デ・スルバランの絵画などで華麗に飾られている。
聖堂の背後は、カマリン・デ・ラ・ビルヘンという六角形のバロック建築（1687年-1696年）である。印象的なしっくいの聖母の間で、ルカ・ジョルダーノの9枚の絵画がある。この贅沢に飾られたホールの宝石は、聖母像の冠のもので、修道院に寄進された物である。
他に知られる建築物は、壮麗なプラテレスクの入り口のあるムデハル様式の回廊（1389年-1405年）である。他に1531年から1533年にかけてのゴシック様式の回廊と、1730年にコロンブスの子孫によって委任された新教会である。しかし、「イサベル1世の宮殿」（1487年-1491年）は、1856年に取り壊された。

## 登録基準
この世界遺産は世界遺産登録基準のうち、以下の条件を満たし、登録された（以下の基準は世界遺産センター公表の登録基準からの翻訳、引用である）。
- (4) 人類の歴史上重要な時代を例証する建築様式、建築物群、技術の集積または景観の優れた例。
- (6) 顕著で普遍的な意義を有する出来事、現存する伝統、思想、信仰または芸術的、文学的作品と直接にまたは明白に関連するもの（この基準は他の基準と組み合わせて用いるのが望ましいと世界遺産委員会は考えている）。